# 정승 (관직)
정승은 고려 후기, 조선 때의 관직명 중 하나이다. 고려 때는 문하시중이나 평장사 또는 찬성사를 정승이라 불렀고, 조선 때는 영의정, 좌의정, 우의정 등 삼정승과 정승급 대신들을 정승이라 불렀다. 요즘에는 국무총리나 국회의장, 대법원장이나 부총리급, 아니면 5선 이상의 국회의원들을 정승에 비교할 수 있다.

## 역대 정승

### 고려의 역대 정승
- 성종 : 최승로, 박양유, 최지몽, 서희, 최량
- 목종 : 서희, 한언공, 김승조, 최숙, 유방헌
- 현종 : 위수여, 유윤부, 유진, 최사위, 유방, 강감찬, 김심언, 최항, 채충순
- 덕종 : 서눌, 왕가도, 채충순
- 정종 : 서눌, 황주량, 최제안, 황보유의, 최충
- 문종 : 최충, 이자연, 김원충, 왕총지, 김원정, 박성걸, 최유선, 이정, 문정, 최제안
- 선종 : 이정공
- 숙종 : 최사추, 소태보
- 예종 : 최사추, 위계정, 윤관, 김경용, 최홍사
- 인종 : 김부식, 임원후, 이공수, 김약온, 정언겸, 이자겸
- 의종 : 김부식, 임원후, 왕충, 정현수
- 명종 : 정중부, 이의민, 두경승, 최유청, 민영모, 문극겸, 송유인
- 원종 : 김방경, 이장용
- 충렬왕 : 김방경, 조인규
- 공민왕 : 이제현, 홍언박, 이인복, 경복흥, 염제신, 이인임, 조일신, 류탁, 채하중, 윤환, 이암, 김일봉, 이춘부, 김보, 손기, 송서, 정천기, 홍빈, 조익청, 이승단
- 우왕 : 경복흥, 염제신, 이인임, 임견미, 최영, 이성계, 우현보, 이성림, 반익순, 이림, 조민수
- 창왕 : 이성계, 우현보, 조민수, 이림
- 공양왕 : 정몽주, 이성계, 심덕부, 이색

### 조선의 역대 정승
- 태조 : 남을번, 배극렴, 조준, 김사형, 정도전, 심덕부
- 정종 : 이서, 조준, 김사형, 심덕부, 성석린, 민제, 하륜, 이거이
- 태종 : 심덕부, 민제, 이서, 이거이, 하륜, 김사형, 권중화, 이무, 조준, 성석린, 조영무, 남재, 이직, 유양, 유정현, 박은, 한상경, 이원, 이귀령
- 세종 : 성석린, 남재, 한상경, 심온, 박은, 이원, 유정현, 정탁, 류관, 이직, 조연, 황희, 맹사성, 권진, 최윤덕, 노한, 허조, 신개, 하연, 황보인, 남지
- 문종 : 황희, 하연, 황보인, 남지, 김종서
- 단종 : 하연, 황보인, 남지, 김종서, 정분, 이유, 정인지, 한확
- 세조 : 정인지, 한확, 이사철, 정창손, 강맹경, 신숙주, 권람, 이인손, 한명회, 구치관, 황수신, 박원형, 심회, 최항, 홍윤성, 조석문, 홍달손, 강순, 이준, 김질
- 예종 : 정인지, 정창손, 신숙주, 구치관, 심회, 최항, 조석문, 홍달손, 이준, 박원형, 김질, 윤사분, 한명회, 홍윤성, 윤자운, 김국광
- 성종 : 정인지, 구치관, 홍달손, 이준, 윤사분, 홍윤성, 윤자운, 김국광, 한백륜, 신숙주, 최항, 성봉조, 한명회, 김질, 윤사흔, 정창손, 조석문, 심회, 윤필상, 홍응, 이극배, 노사신, 허종, 윤호, 신승선
- 연산군 : 윤필상, 윤호, 이극배, 노사신, 신승선, 정괄, 어세겸, 정문형, 한치형, 성준, 이극균, 유순, 허침, 박숭질, 강귀손, 신수근, 김수동
- 중종 : 박숭질, 유순, 김수동, 박원종, 유순정, 성희안, 송질, 정광필, 김응기, 신용개, 안당, 김전, 남곤, 이유청, 권균, 이항, 심정, 이행, 장순손, 한효원, 김근사, 김안로, 윤은보, 유보, 홍언필, 김극성, 윤인경
- 인종 : 홍언필, 윤인경, 이기, 유관, 성세창
- 명종 : 윤인경, 유관, 성세창, 이기, 정순붕, 홍언필, 황헌, 심연원, 상진, 윤원형, 윤개, 안현, 이준경, 심통원, 이명, 권철
- 선조 : 심통원, 이준경, 이명, 권철, 민기, 홍섬, 박순, 이탁, 노수신, 강사상, 정지연, 김귀영, 정유길, 유전, 이산해, 정언신, 정철, 심수경, 유성룡, 이양원, 최흥원, 윤두수, 유홍, 김응남, 정탁, 이원익, 이덕형, 이항복, 이헌국, 김명원, 윤승훈, 유영경, 기자헌, 심희수, 허욱, 한응인
- 광해군 : 윤승훈, 유영경, 허욱, 한응인, 이원익, 기자헌, 심희수, 이항복, 이덕형, 정인홍, 정창연, 한효순, 민몽룡, 박승종, 박홍구, 조정
- 인조 : 기자헌, 박홍구, 조정, 이원익, 정창연, 윤방, 신흠, 오윤겸, 김류, 이정구, 김상용, 홍서봉, 이홍주, 이성구, 최명길, 장유, 신경진, 심열, 강석기, 심기원, 김자점, 이경여, 이경석, 김상헌, 남이웅, 이행원, 정태화
- 효종 : 김자점, 이경석, 정태화, 김상헌, 조익, 김육, 이경여, 이시백, 한흥일, 구인후, 심지원, 원두표, 이후원
- 현종 : 정태화, 심지원, 원두표, 정유성, 홍명하, 허적, 정치화, 송시열, 홍중보, 김수항, 이경억, 김수흥, 정지화, 이완
- 숙종 : 송시열, 허적, 김수항, 정지화, 정치화, 권대운, 허목, 민희, 오시수, 민정중, 이상진, 김석주, 남구만, 정재숭, 이단하, 조사석, 이숙, 김수흥, 여성제, 목내선, 권대운, 김덕원, 민암, 박세채, 윤지완, 유상운, 신익상, 윤지선, 서문중, 최석정, 이세백, 민진장, 신완, 이여, 김구, 이유, 서종태, 김창집, 이이명, 윤증, 조상우, 김우항, 권상하, 조태채, 이건명
- 경종 : 이유, 권상하, 이이명, 조태채, 김우항, 김창집, 이건명, 조태구, 최규서, 최석항, 이광좌
- 영조 : 최규서, 이광좌, 유봉휘, 조태억, 정호, 민진원, 이관명, 홍치중, 조도빈, 이의현, 심수현, 오명항, 이태좌, 이집, 조문명, 서명균, 김흥경, 김재로, 송인명, 유척기, 조현명, 정석오, 민응수, 김약로, 정우량, 이천보, 이종성, 김상로, 조재호, 신만, 이후, 민백상, 홍봉한, 정휘량, 윤동도, 김상복, 김치인, 서지수, 김양택, 한익모, 김상철, 이창의, 신회, 이은, 이사관, 원인손, 홍인한
- 정조 : 홍봉한, 김상복, 한익모, 이사관, 홍인한, 김상철, 신회, 이은, 김양택, 정존겸, 서명선, 정홍순, 홍낙순, 이휘지, 홍낙성, 이복원, 김익, 김치인, 조경, 이재협, 유언호, 이성원, 채제공, 김종수, 박종악, 김이소, 김희, 이병모, 윤시동, 심환지, 이시수, 서용보
- 순조 : 심환지, 이시수, 서용보, 김관주, 이병모, 서매수, 이경일, 김재찬, 한용귀, 김달순, 김사목, 남공철, 임한호, 이상황, 이서구, 심상규, 이존수, 정만석, 김이교, 홍석주, 박종훈
- 헌종 : 남공철, 이상황, 홍석주, 박종훈, 이지연, 김홍근, 조인영, 정원용, 권돈인, 김도희, 박회수
- 철종 : 정원용, 김도희, 박회수, 조인영, 권돈인, 김흥근, 박영원, 이헌구, 김좌근, 조두순
- 고종 : 김흥근, 김좌근, 조두순, 이경재, 이유원, 임백경, 김병학, 유후조, 홍순목, 정원용, 강로, 한계원, 이최응, 박규수, 김병국, 민규호, 서당보, 송근수, 신응조, 김병덕, 심순택, 이재원, 홍영식, 김홍집, 김병시, 김유연, 조병세, 정범조